# Raphaëlle Delaunay
Pour les articles homonymes, voir Delaunay.
Raphaëlle Delaunay, née le 29 juillet 1976 à Paris, est une danseuse et chorégraphe française, de danse contemporaine.

## Biographie
Raphaëlle Delaunay se forme tout d'abord à la danse classique à l'école de danse de l'Opéra de Paris où elle entre à dix ans en 1986. Elle est également diplômée de la Royal School of Dancing de Londres.
Elle intègre le ballet de l'Opéra de Paris en 1992 et interprète surtout des rôles de chorégraphies modernes, de Roland Petit, Martha Graham, Maurice Béjart, Jerome Robbins, ou Pina Bausch, entrées au répertoire de l'institution parisienne.
En 1993, alors quadrille-stagiaire à l'Opéra de Paris, elle représente la France au Concours Eurovision des Jeunes Danseurs et remporte la 3ème place.
En 1997, elle quitte l'Opéra de Paris pour travailler avec Pina Bausch au Tanztheater Wuppertal où elle participe aux reprises de Café Müller, Le Sacre du Printemps, Nelken, Arien, Nurdu, et Kontaakthof et à la création de Mazurka Fogo, O Dido, Wiesenland, Barbe-Bleue et  Le Laveur de vitres. En 2000, elle intègre le Nederlands Dans Theater et écrit ses premières chorégraphies lors de séance de travail. En 2002, elle participe à la création d'une grande pièce d'Alain Platel, Wolf, au sein des Ballets C de la B.
En 2003, elle se fait remarquer avec une première chorégraphie importante, Jeux d'intention, un trio dansé avec Grégory Kamoun Sonigo et Serge Aimé Coulibaly. Cette chorégraphie sera récrite en 2006, après une résidence au Quartz de Brest, en intégrant un nouveau danseur, Mani Asumani Mungai. Cette même année elle fonde sa compagnie intitulée Traces.
Le 30 mars 2004, elle danse dans le ballet One of a kind à l'Opéra de Paris en tant qu'artiste invitée.
En 2007, elle crée Vestis qui remporte un grand succès en France, notamment lors de sa présentation au Théâtre national de Chaillot. En 2010, elle danse dans le spectacle Tout va bien d'Alain Buffard.
En 2013, elle interprète un solo autobiographique Debout ! et travaille parallèlement avec deux hip-hoppeurs, Foued Kadid et Babson Baba Sy pour explorer un nouveau style.
Elle danse en 2017 dans Le Timbre d'Argent à l'Opéra-Comique.
Depuis 2018, elle est aussi professeur de danse classique au Conservatoire National Supérieur de Musique et de Danse de Paris.

## Principales chorégraphies
- 2000 : It Takes Tutu Tango et The Gwendolyns
- 2002 : Corpo Pensante avec Bruno Listopad
- 2003 : Dreamparture
- 2003 : Jeux d'intention
- 2006 : Jeux d'intention 2 - l'Échappée Couly
- 2006 : Les Sept Péchés capitaux de Kurt Weil
- 2007 : Vestis
- 2009 : Bitter Sugar
- 2010 : L'Histoire du soldat, chorégraphie de la pièce de Jean-Christophe Saïs
- 2011 : Eikon
- 2013 : Chez Joséphine
- 2013 : Debout !
- 2015 : Chaconne
- 2016 : It's a Match en collaboration avec Sylvain Prud'homme
- 2017 : Soma